# Флаги Ставропольского края
Список флагов муниципальных образований Ставропольского края Российской Федерации.
На 1 января 2020 года в Ставропольском крае насчитывалось 201 муниципальное образование — 17 городских округов, 16 муниципальных районов, 2 городских поселения и 166 сельских поселений.

## Флаги городских округов
| Флаг | Наименование                                                 | Дата утверждения               | Номер в ГГР |
| ---- | ------------------------------------------------------------ | ------------------------------ | ----------- |
|      | Флаг муниципального образования города Ставрополя            | 24 декабря 2014                |             |
|      | Флаг Благодарненского городского округа                      | 26 июля 2011 27 октября 2017   | 7154        |
|      | Флаг Георгиевского городского округа                         | 26 июня 2009                   | 5059        |
|      | Флаг муниципального образования города-курорта Ессентуки     | 27 декабря 2005                | 2219        |
|      | Флаг муниципального образования города-курорта Железноводска |                                |             |
|      | Флаг Изобильненского городского округа                       | 24 апреля 2014 22 декабря 2017 | 10388       |
|      | Флаг Ипатовского городского округа                           | 24 марта 2015 27 марта 2018    | 10384       |
|      | Флаг Кировского городского округа                            | 20 февраля 2009 6 декабря 2017 | 6584        |
|      | Флаг муниципального образования города-курорта Кисловодска   | 25 января 2013                 | 8278        |

| Флаг | Наименование                                              | Дата утверждения              | Номер в ГГР |
| ---- | --------------------------------------------------------- | ----------------------------- | ----------- |
|      | Флаг муниципального образования города Лермонтова         | 28 августа 2018               | 12000       |
|      | Флаг Минераловодского городского округа                   | 12 декабря 2014               | 10117       |
|      | Флаг муниципального образования города Невинномысска      | 26 февраля 2010               |             |
|      | Флаг Нефтекумского городского округа                      | 21 марта 2006                 | 3890        |
|      | Флаг Новоалександровского городского округа               | 21 сентября 2007 24 июля 2018 | 3898        |
|      | Флаг Петровского городского округа                        | 29 мая 2009 14 декабря 2018   | 5061        |
|      | Флаг муниципального образования города-курорта Пятигорска | 27 сентября 2007              | 4135        |
|      | Флаг Советского городского округа                         | 25 апреля 2007 12 июля 2018   | 3466        |

## Флаги муниципальных округов
| Флаг | Наименование                                  | Дата утверждения                | Номер в ГГР |
| ---- | --------------------------------------------- | ------------------------------- | ----------- |
|      | Флаг Александровского муниципального округа   | 20 ноября 2009 11 декабря 2020  | 5919        |
|      | Флаг Андроповского муниципального округа      | 25 декабря 2015 26 марта 2021   | 10762       |
|      | Флаг Апанасенковского муниципального округа   | 11 марта 2015 16 марта 2021     | 10386       |
|      | Флаг Арзгирского муниципального округа        | 17 июня 2011 8 декабря 2020     | 7715        |
|      | Флаг Будённовского муниципального округа      | 28 июня 2007 1 февраля 2021     | 12124       |
|      | Флаг Грачёвского муниципального округа        | 15 сентября 2009 24 марта 2021  | 5917        |
|      | Флаг Кочубеевского муниципального округа      | 20 ноября 2014                  | 9991        |
|      | Флаг Красногвардейского муниципального округа | 10 ноября 2006 24 февраля 2021  | 2832        |
|      | Флаг Курского муниципального округа           | 26 декабря 2011 22 октября 2020 | 8837        |

| Флаг | Наименование                             | Дата утверждения                | Номер в ГГР |
| ---- | ---------------------------------------- | ------------------------------- | ----------- |
|      | Флаг Левокумского муниципального округа  | 22 апреля 2014                  | 10170       |
|      | Флаг Новоселицкого муниципального округа | 30 августа 2006 25 марта 2021   | 2693        |
|      | Флаг Предгорного муниципального округа   | 22 декабря 2017 26 февраля 2021 | 12488       |
|      | Флаг Степновского муниципального округа  | 27 ноября 2008                  | 4561        |
|      | Флаг Труновского муниципального округа   | 26 декабря 2006 16 февраля 2021 | 2828        |
|      | Флаг Туркменского муниципального округа  | 21 ноября 2014                  | 9993        |
|      | Флаг Шпаковского муниципального округа   | 24 апреля 2009 26 мая 2021      | 6586        |

## Флаги упразднённых муниципальных образований
| Флаг | Наименование | Дата утверждения | Номер в ГГР |
| Законом Ставропольского края от 31 января 2020 года № 1−кз, 16 марта 2020 года все муниципальные образования Александровского муниципального района были преобразованы в Александровский муниципальный округ                       | Законом Ставропольского края от 31 января 2020 года № 1−кз, 16 марта 2020 года все муниципальные образования Александровского муниципального района были преобразованы в Александровский муниципальный округ | Законом Ставропольского края от 31 января 2020 года № 1−кз, 16 марта 2020 года все муниципальные образования Александровского муниципального района были преобразованы в Александровский муниципальный округ | Законом Ставропольского края от 31 января 2020 года № 1−кз, 16 марта 2020 года все муниципальные образования Александровского муниципального района были преобразованы в Александровский муниципальный округ |
| --- | --- | --- | --- |
| | Флаг муниципального образования Александровского сельсовета Александровского района | 10 ноября 2004 | 1707 |
| | Флаг муниципального образования Новокавказского сельсовета Александровского района | 8 сентября 2017 | |
| | | | |
| Законом Ставропольского края от 14 апреля 2017 года № 38−кз, 1 мая 2017 года все муниципальные образования Благодарненского муниципального района были преобразованы в Благодарненский городской округ                             | | | |
| | Флаг муниципального образования город Благодарный Благодарненского района | 2 марта 2006 | 2279 |
| | | | |
| Законом Ставропольского края от 31 января 2020 года № 5−кз, 16 марта 2020 года все муниципальные образования Будённовского муниципального района были преобразованы в Будённовский муниципальный округ                             | | | |
| | Флаг муниципального образования города Будённовска Будённовского района | 28 ноября 2003 | 7717 |
| | Флаг муниципального образования села Прасковея Будённовского района | 16 ноября 2006 | 2830 |
| | | | |
| Законом Ставропольского края от 2 марта 2017 года № 21−кз, 1 июня 2017 года городской округ город Георгиевск и все муниципальные образования Георгиевского муниципального района были преобразованы в Георгиевский городской округ | | | |
| | Флаг Георгиевского муниципального района | 5 февраля 2008 | 3896 |
| | Флаг муниципального образования Александрийского сельсовета Георгиевского района | 9 апреля 2008 | 4516 |
| | Флаг муниципального образования станицы Георгиевской Георгиевского района | 6 марта 2006 | |
| | Флаг муниципального образования села Краснокумское Георгиевского района | 2 апреля 2002 | |
| | Флаг муниципального образования станицы Лысогорской Георгиевского района | 2008 | 3893 |
| | Флаг муниципального образования Незлобненского сельсовета Георгиевского района | 17 июня 2003 | 2523 |
| | Флаг муниципального образования посёлка Нового Георгиевского района | 17 марта 2006 | 2519 |
| | Флаг муниципального образования села Обильного Георгиевского района | 23 марта 2006 | 2505 |
| | Флаг муниципального образования Урухского сельсовета Георгиевского района | 11 июля 2003 | не внесён |
| | | | |
| Законом Ставропольского края от 31 января 2020 года № 6−кз, 16 марта 2020 года все муниципальные образования Грачёвского муниципального района были преобразованы в Грачёвский муниципальный округ                                 | | | |
| | Флаг муниципального образования села Бешпагир Грачёвского района | 23 июля 2019 | 12564 |
| | | | |
| Законом Ставропольского края от 14 апреля 2017 года № 35−кз, 1 мая 2017 года все муниципальные образования Изобильненского муниципального района были преобразованы в Изобильненский городской округ                               | | | |
| | Флаг муниципального образования города Изобильного Изобильненского района | 27 августа 2010 | не внесён |
| | Флаг муниципального образования посёлка Рыздвяного Изобильненского района | 3 июня 2005 | 1943 |
| | Флаг муниципального образования посёлка Солнечнодольска Изобильненского района | | 2515 |
| | | | |
| Законом Ставропольского края от 29 апреля 2016 года № 48−кз, 1 мая 2017 года все муниципальные образования Ипатовского муниципального района были преобразованы в Ипатовский городской округ                                       | | | |
| | Флаг муниципального образования города Ипатово Ипатовского района | 20 декабря 2007 | 3900 |
| | | | |
| Законом Ставропольского края от 5 декабря 2016 года № 116−кз, 1 мая 2017 года все муниципальные образования Кировского муниципального района были преобразованы в Кировский городской округ                                        | | | |
| | Флаг муниципального образования города Новопавловска Кировского района | 29 декабря 2003 | 2535 |
| | | | |
| Законом Ставропольского края от 31 января 2020 года № 7−кз, 16 марта 2020 года все муниципальные образования Кочубеевского муниципального района были преобразованы в Кочубеевский муниципальный округ                             | | | |
| | Флаг муниципального образования села Кочубеевское Кочубеевского района | 17 августа 2007 | |
| | | | |
| Законом Ставропольского края от 31 января 2020 года № 8−кз, 16 марта 2020 года все муниципальные образования Красногвардейского муниципального района были преобразованы в Красногвардейский муниципальный округ                   | | | |
| | Флаг муниципального образования села Ладовская Балка Красногвардейского района | 22 мая 2020 | 13205 |
| | | | |
| Законом Ставропольского края от 31 января 2020 года № 10−кз, 16 марта 2020 года все муниципальные образования Левокумского муниципального района были преобразованы в Левокумский муниципальный округ                              | | | |
| | Флаг муниципального образования села Левокумского Левокумского района | 24 декабря 2008 | |
| | | | |
| Законом Ставропольского края от 29 апреля 2016 года № 47−кз, 1 мая 2017 года все муниципальные образования Нефтекумского муниципального района были преобразованы в Нефтекумский городской округ                                   | | | |
| | Флаг муниципального образования города Нефтекумска Нефтекумского района | 26 декабря 2001 | не внесён |

| Флаг | Наименование | Дата утверждения | Номер в ГГР |
| Законом Ставропольского края от 14 апреля 2017 года № 34−кз, 1 мая 2017 года все муниципальные образования Новоалександровского муниципального района были преобразованы в Новоалександровский городской округ | Законом Ставропольского края от 14 апреля 2017 года № 34−кз, 1 мая 2017 года все муниципальные образования Новоалександровского муниципального района были преобразованы в Новоалександровский городской округ | Законом Ставропольского края от 14 апреля 2017 года № 34−кз, 1 мая 2017 года все муниципальные образования Новоалександровского муниципального района были преобразованы в Новоалександровский городской округ | Законом Ставропольского края от 14 апреля 2017 года № 34−кз, 1 мая 2017 года все муниципальные образования Новоалександровского муниципального района были преобразованы в Новоалександровский городской округ |
| --- | --- | --- | --- |
| | Флаг муниципального образования города Новоалександровска Новоалександровского района | 6 августа 2002 | |
| | Флаг муниципального образования Горьковского сельсовета Новоалександровского района | 19 мая 2011 | 7719 |
| | Флаг муниципального образования Григорополисского сельсовета Новоалександровского района | | |
| | Флаг муниципального образования Краснозоринского сельсовета Новоалександровского района | 3 октября 2007 | 3902 |
| | Флаг муниципального образования Красночервонного сельсовета Новоалександровского района | 22 мая 2003 | |
| | Флаг муниципального образования Присадового сельсовета Новоалександровского района | 15 июля 2003 | 2527 |
| | Флаг муниципального образования Радужского сельсовета Новоалександровского района | 24 июля 2001 | |
| | Флаг муниципального образования Раздольненского сельсовета Новоалександровского района | 17 января 2003 | 2513 |
| | Флаг муниципального образования Темижбекского сельсовета Новоалександровского района | 5 июня 2003 | 3894 |
| | | | |
| Законом Ставропольского края от 31 января 2020 года № 11−кз, 16 марта 2020 года все муниципальные образования Новоселицкого муниципального района были преобразованы в Новоселицкий муниципальный округ        | | | |
| | Флаг муниципального образования Журавский сельсовет Новоселицкого района | 23 августа 2006 | 3069 |
| | Флаг муниципального образования села Новоселицкое Новоселицкого района | 28 июля 2006 | 2511 |
| | | | |
| Законом Ставропольского края от 14 апреля 2017 года № 36−кз, 1 мая 2017 года все муниципальные образования Петровского муниципального района были преобразованы в Петровский городской округ.                  | | | |
| | Флаг муниципального образования город Светлоград Петровского района | 7 сентября 2005 | 2537 |
| | | | |
| Законом Ставропольского края от 31 января 2020 года № 12−кз, 16 марта 2020 года все муниципальные образования Предгорного муниципального района были преобразованы в Предгорный муниципальный округ            | | | |
| | Флаг муниципального образования Ессентукского сельсовета Предгорного района | 2 июня 2005 | 2521 |
| | Флаг муниципального образования Пригородного сельсовета Предгорного района | 29 июня 2011 | 7310 |
| | Флаг муниципального образования Пятигорский сельсовет Предгорного района | 10 марта 2006 | 2531 |
| | Флаг муниципального образования Суворовский сельсовет Предгорного района | 20 октября 2003 | 2517 |
| | Флаг муниципального образования Этокский сельсовет Предгорного района | 18 декабря 2003 | 2525 |
| | Флаг муниципального образования Юцкий сельсовет Предгорного района | 18 декабря 2003 | 2529 |
| | | | |
| Законом Ставропольского края от 14 апреля 2017 года № 37−кз, 1 мая 2017 года все муниципальные образования Советского муниципального района были преобразованы в Советский городской округ                     | | | |
| | Флаг муниципального образования города Зеленокумска Советского района | 4 октября 2007 | 3933 |
| | | | |
| Законом Ставропольского края от 31 января 2020 года № 13−кз, 16 марта 2020 года все муниципальные образования Степновского муниципального района были преобразованы в Степновский муниципальный округ          | | | |
| | Флаг муниципального образования Степновский сельсовет Степновского района | 24 сентября 2002 | 2533 |
| | | | |
| Законом Ставропольского края от 31 января 2020 года № 14−кз, 16 марта 2020 года все муниципальные образования Труновского муниципального района были преобразованы в Труновский муниципальный округ            | | | |
| | Флаг муниципального образования Безопасненского сельсовета Труновского района | 15 июля 2004 | |
| | Флаг муниципального образования Донского сельсовета Труновского района | 19 апреля 2005 | 1887 |
| | | | |
| Законом Ставропольского края от 31 января 2020 года № 16−кз, 16 марта 2020 года все муниципальные образования Шпаковского муниципального района были преобразованы в Шпаковский муниципальный округ            | | | |
| | Флаг муниципального образования города Михайловска Шпаковского района | 30 октября 2014 | |
| | Флаг муниципального образования Дёминского сельсовета Шпаковского района | 30 июля 2003 | 2539 |
| | Флаг муниципального образования Дубовского сельсовета Шпаковского района | 24 августа 2006 | 2507 |
| | Флаг муниципального образования Сенгилеевский сельсовет Шпаковского района | 25 февраля 2004 | |
| | Флаг муниципального образования Темнолесский сельсовет Шпаковского района | 17 марта 2006 | 2509 |

## Упразднённые флаги
| Флаг | Наименование                                                          | Дата утверждения | Дата отмены      |
| ---- | --------------------------------------------------------------------- | ---------------- | ---------------- |
|      | Флаг муниципального образования города Ставрополя                     | 3 августа 1993   | 30 сентября 2014 |
|      | Флаг муниципального образования города Ставрополя                     | 30 сентября 2014 | 24 декабря 2014  |
|      | Флаг города Будённовска                                               | 1998             | 28 ноября 2003   |
|      | Флаг города Георгиевска                                               | 15 июля 1998     | 26 июня 2009     |
|      | Флаг города-курорта Ессентуки                                         | 3 апреля 2002    | 29 декабря 2004  |
|      | Флаг города-курорта Ессентуки                                         | 29 декабря 2004  | 27 декабря 2005  |
|      | Флаг городского округа города-курорта Кисловодска                     | 27 июля 2012     | 25 января 2013   |
|      | Флаг муниципального образования города Михайловска Шпаковского района | 28 января 1999   | 30 октября 2014  |

| Флаг | Наименование                                                                            | Дата утверждения | Дата отмены                   |
| ---- | --------------------------------------------------------------------------------------- | ---------------- | ----------------------------- |
|      | Флаг Андроповского муниципального района                                                | 16 декабря 2004  | 25 декабря 2015               |
|      | Флаг Апанасенковского муниципального района                                             | 1 июля 2014      | 11 марта 2015                 |
|      | Флаг Нефтекумского муниципального района                                                | 25 октября 2005  | 21 марта 2006 11 декабря 2009 |
|      | Флаг Предгорного муниципального района                                                  | 19 ноября 2004   | 22 декабря 2017               |
|      | Флаг Туркменского муниципального района                                                 | 26 марта 2013    | 24 декабря 2013               |
|      | Флаг Туркменского муниципального района                                                 | 24 декабря 2013  | 21 ноября 2014                |
|      | Флаг муниципального образования Красночервонного сельсовета Новоалександровского района | 23 марта 2003    | 22 мая 2003                   |